# Janet Rowley
Janet Davison Rowley (Nova York, 5 d'abril de 1925 - Chicago, 17 de desembre de 2013) va ser una genetista humana estatunidenca i la primera científica que va identificar una translocació cromosòmica com a causa de la leucèmia i altres càncers, demostrant així que el càncer és una malaltia genètica. Janet Rowley va passar la major part de la seva vida treballant a Chicago i va rebre molts premis i honors, reconeixent els seus èxits i contribucions en l'àrea de la genètica.

## Primers anys i educació
Janet Davison va néixer a la ciutat de Nova York el 1925, filla única de Hurford i Ethel Ballantyne Davison. El seu pare tenia un màster en administració d'empreses a la Harvard Business School i la seva mare un màster en educació a la Universitat de Colúmbia. Els seus pares eren educadors a la universitat i a l'institut, respectivament, i la seva mare més tard va deixar l'ensenyament per convertir-se en bibliotecària escolar.
Davison va assistir a una escola secundària amb un repte acadèmic a Nova Jersey i es va interessar especialment per la ciència. L'any 1940, als 15 anys, se li va concedir una beca per estudiar en un programa de pràctiques avançades a les escoles de laboratori de la Universitat de Chicago, on va acabar el batxillerat i els dos primers anys d'universitat, seguits de la seva estada a la Universitat de Chicago, on va obtenir una llicenciatura en Filosofia el 1944, una llicenciatura en Medicina al 1946 i el doctorat al 1948, amb 23 anys. Davison, amb només 19 anys, va haver d'esperar 9 mesos per poder assistir a la universitat, perquè la quota femenina ja s'havia cobert per aquell semestre. En aquells anys només 3 de cada 65 estudiants podien ser dones en cada classe en què s'acceptessin.
Es va casar amb Donald Adams Rowley, també metge, l'endemà de graduar-se a la facultat de Medicina. Després es va convertir en una patòloga distingida. El 1951, tant Janet com Donald Rowley van completar pràctiques a l'Hospital Marí del Servei de Salut Pública dels Estats Units a Chicago. Rowley va continuar la seva feina a tot Chicago i va treballar en una clínica per a nens amb síndrome de Down. La doctora Janet Rowley va treballar a temps parcial fins que el petit dels seus quatre fills va fer 12 anys.

## Carrera
Després d'obtenir la llicència mèdica el 1951, la doctora Rowley va treballar com a metgessa assistent a les Clíniques Infantils i Prenatals del Departament de Salut Pública del Comtat de Montgomery, Maryland. El 1955 va ocupar un lloc de recerca a la Fundació Dr. Julian Levinson de Chicago, una clínica per a nens amb discapacitats del desenvolupament, on va estar fins al 1961. També va ensenyar neurologia a la Facultat de Medicina de la Universitat d'Illinois.
L'any 1962, es va despertar l'interès de Janet Rowley pel càncer i els cromosomes, essent aprenenta dels Instituts Nacionals de Salut (NIH), estudiant el patró de replicació de l'ADN en cromosomes humans normals i anormals. Janet Rowley va tornar a la Universitat de Chicago, com a investigadora associada al Departament d'Hematologia. Va esdevenir professora associada el 1969 i professora titular el 1977.
A la dècada de 1970, va desenvolupar encara més l'ús dels mètodes existents de fluorescència quinacrina i tinció de Giemsa per identificar cromosomes, i va demostrar que el cromosoma anormal de Filadèlfia implicat en certs tipus de leucèmia estava implicat en alguns casos en una translocació amb el cromosoma 9. La translocació és el procés pel qual un tros d'un cromosoma es trenca i s'uneix a un altre cromosoma, o bé dos cromosomes intercanvien material quan es trenquen tots dos. També va identificar la translocació entre els cromosomes 8 i 21 en la leucèmia mieloide aguda, i entre el 15 i el 17 en la leucèmia promielocítica. Rowley també va ajudar en el descobriment, a través de la seva investigació, de la formació d'àcid retinoic, un fàrmac que pot ajudar a retornar la funció normal a certs receptors de proteïnes.
La primera translocació cromosòmica va ser descoberta per la doctora Rowley el 1972 en la leucèmia mieloide aguda. Quan va publicar les seves troballes als anys 70, va argumentar que les translocacions específiques causaven malalties específiques, anant en contra de la visió establerta aleshores de la causa del càncer, que donava poca importància a les anomalies cromosòmiques. Tot i que al principi hi va haver certa resistència a les seves idees, el seu treball ha demostrat ser immensament influent, i el 1990 s'havien identificat més de setanta translocacions en diferents càncers, com ella havia assenyalat.

## Premis i honors
El 1984, la doctora Janet Rowley va ser nomenada Professora del Servei Distingit Blum-Riese de medicina, biologia cel·lular, genètica molecular i humana a la Universitat de Chicago. També va exercir com a vicedegana interina de ciència. El 1989, no només va rebre el premi Charles S. Mott de la General Motors Cancer Research Foundation, sinó també el Clowes Memorial Award. El 1991 va ser escollida com a membre de la American Philosophical Society. El 1998 va ser una dels tres científics guardonats amb el prestigiós premi Lasker pel seu treball sobre la translocació, i va rebre la Medalla Nacional de la Ciència el 1998. El 1999, la doctora Rowley va rebre el premi Golden Plate de l'American Academy of Achievement. L'any 2002, la revista Discover la va reconèixer com una de les 50 dones més importants de la ciència. El 2003, va rebre la Medalla Benjamin Franklin per a Assoliments Distingits en Ciències de la Societat Filosòfica Americana. L'any 2007 va rebre el Premi a l'Excel·lència en Diagnòstic Molecular de l'Associació de Patologia Molecular. L'any 2009, la doctora Rowley va rebre del llavors president Barack Obama la Medalla Presidencial de la Llibertat, l'honor civil més alt dels Estats Units, i el Premi Gruber de Genètica. Després, el 2010, va rebre la medalla Jesse Stevenson Kovalenko de l'Acadèmia Nacional de Ciències. L'any 2012, la doctora Rowley va ser seleccionada per al premi d'excel·lència Hope Funds for Cancer Research Award a l'àrea de la recerca bàsica, i va ser elegida per al Consell Assessor Científic de Hope Funds. També el 2012, va guanyar el Premi Japó per a la Salut i la Tecnologia Mèdica amb dos científics més pel seu paper en la creació de Gleevec. Per les contribucions científiques de Rowley ha rebut títols de doctora honoris causa en ciències de diverses institucions, entre les quals la Universitat Yale i la Universitat Harvard. També és membre de múltiples societats científiques i honoràries. Aquests grups distingits inclouen l'Acadèmia Americana de les Arts i les Ciències i l'Acadèmia Nacional de Ciències. Va publicar més de cinc-cents articles i va continuar la seva recerca a la Universitat de Chicago fins poc abans de la seva mort. El 2017, va ser incorporada pòstumament al National Women's Hall of Fame.